# علي أباد (اسماعيلي كرمان)
علی أباد (بالفارسية: علی‌آباد) هي قرية تقع في إيران في منطقة إسماعيلي.